# 成功路 (臺南市區)
成功路為臺灣臺南市區東西向次要道路之一，北起文賢路及西和路岔路，東至北門路連接火車站前圓環（富北圓環），全長約2公里，成功路與金華路岔路以西為台17甲線，臺南市道路編號202。該路位於臺南車站正前方，與車站間有圓環。

## 命名
成功路為臺南市北區與中西區的交界，此道路在日治時期稱明治町通，在戰後1946年2月改稱命名「光復路」。然而，在1947年發生二二八事件後，於同年4月14日，台灣當局為安撫民心，台灣省參議會便參考白崇禧將軍的看法，建議將台灣各縣市街道名稱，以與台灣相關的先賢作為命名依據，於是光復路更名為「成功路」，路名來自鄭成功。
另外，位於成功路東側終點臺南車站站前圓環的鄭成功塑像，為1955年為配合府城建城紀念，由林叔桓捐資、蒲添生塑造，在1957年5月25日落成揭幕。

## 主要設施與景點
- 臺南車站（位於路頭對面，地址在北門路二段）
- 臺南市公共自行車-YouBike2.0臺南車站（前站二）
- 臺南大飯店
- 中華電信臺南營運處
- 中華郵政臺南成功路郵局
- 衛生福利部臺南醫院（院區離成功路約30公尺，地址在中山路）
- 大觀音亭
- 臺南市公共自行車-YouBike2.0中成成功
- 鴨母寮市場
- 第一銀行赤崁分行
- 臺南市中西區成功國民小學
- 臺南市北區區公所
- 華南銀行北臺南分行

## 本路段客運
- 市區公車[6]

| 編號 | 路線                                   | 本路段公車站       |
| ---- | -------------------------------------- | ------------------ |
| 0左  | 臺南車站－臺南車站（逆時針循環線）     | 成功路             |
| 0右  | 臺南車站－臺南車站（順時針循環線）     | 成功路             |
| 3    | 海東國小－德高國小／全福新城／復興國中 | 菱洲宮－成功路西段 |
| 9    | 臺南轉運站－東溪埔寮福安宮             | 成功路             |
| 18   | 國民路／西門健康立體停車場－和順轉運站 | 成功國小－大道公廟 |
| 19   | 臺南海事／原住民文化會館－大灣高中     | 成功路（去程）     |
| 21   | 臺南車站－永康休閒育樂中心             | 成功路             |

- 觀光公車[6]

| 編號 | 路線                 | 本路段公車站 |
| ---- | -------------------- | ------------ |
| 98   | 臺南轉運站－七股鹽山 | 成功路       |

- 幹支線公車[6]

| 編號   | 路線                   | 本路段公車站   |
| ------ | ---------------------- | -------------- |
| 藍幹線 | 安平工業區－西港－佳里 | 成功路（返程） |

- 高雄市公車[7]

| 編號  | 路線                                       | 本路段公車站 |
| ----- | ------------------------------------------ | ------------ |
| 239   | 茄萣站－臺南火車站                         | 光復市場     |
| 8046A | 臺南火車站（北站）→文藻外語大學→高鐵左營站 | 光復市場     |
| 8046B | 高鐵左營站－臺南火車站                     | 光復市場     |